# Efferia patagoniensis
Efferia patagoniensis este o specie de muște din genul Efferia, familia Asilidae. A fost descrisă pentru prima dată de Macquart în anul 1850. Conform Catalogue of Life specia Efferia patagoniensis nu are subspecii cunoscute.